# Francmaçoneria a Espanya

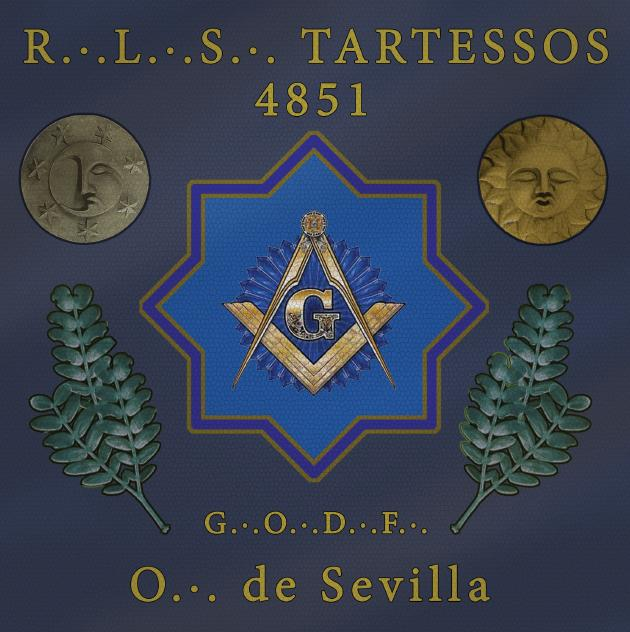
Segell de la Lògia Tartessos, de Sevilla. Gran Orient de França.

Els orígens de la francmaçoneria a Espanya es remunten al segle xviii. Des de llavors han existit a Espanya obediències maçòniques importants, com el Gran Orient d'Espanya, el Gran Orient Nacional d'Espanya o el Gran Orient Espanyol, entre altres de les quals cal destacar El Derecho Humano per ser la primera obediència mixta que, ja en els anys 1920, s'instal·la a Espanya.

## Història

### Seglexviii

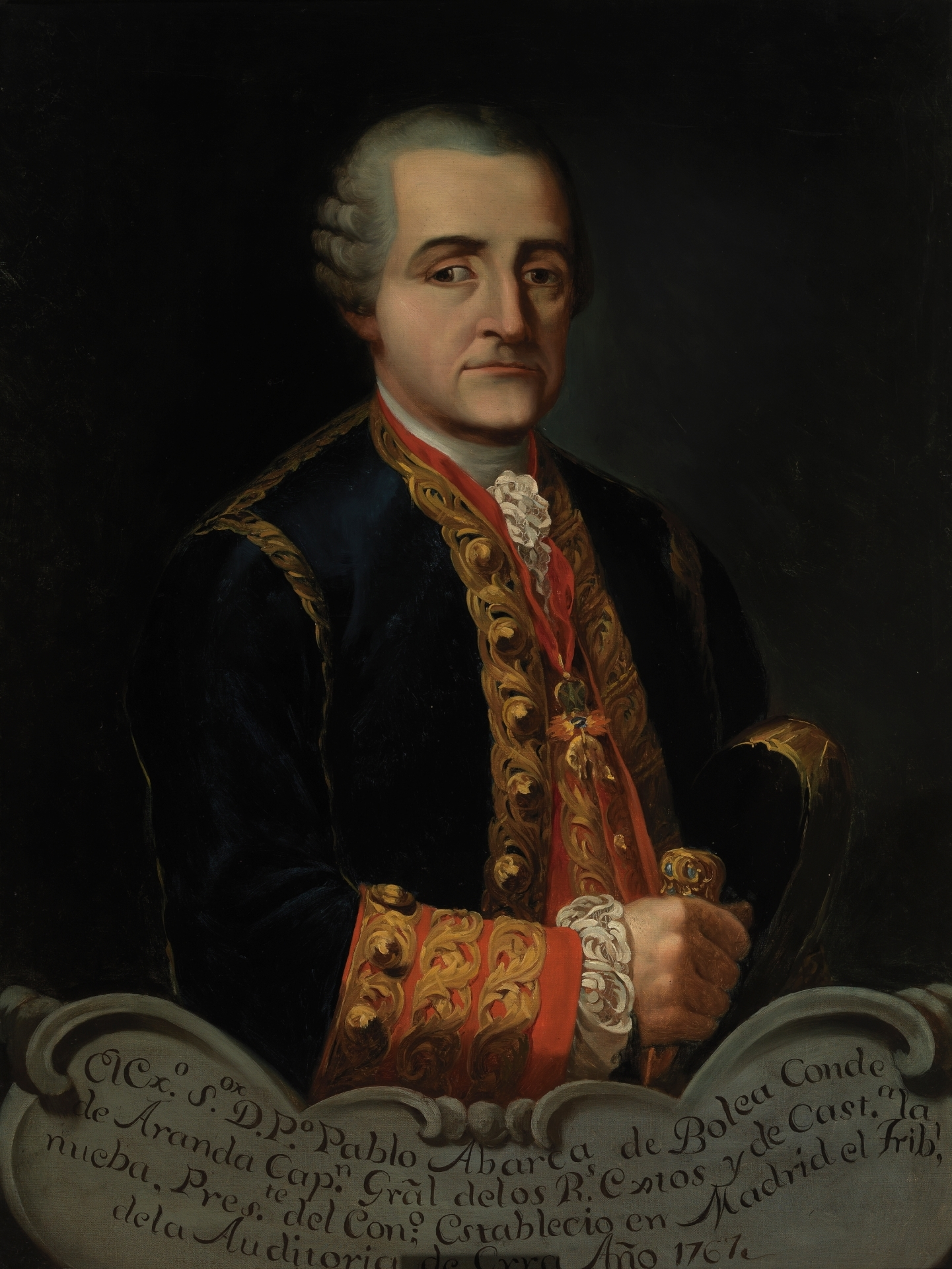
Retrat del Comte d'Aranda per Francisco Jover Casanova.

La primera lògia va ser fundada en 1727 a Madrid per l'anglès Duc de Wharton i va ser coneguda amb el nom de «La Matritense». Estava adscrita a la Gran Lògia d'Anglaterra. No obstant això, durant la major part del segle xviii no es va arribar a crear una maçoneria organitzada i estable, ja que les escasses lògies que es van fundar van tenir una vida breu i precària a causa que la Inquisició espanyola es va ocupar molt ràpid de perseguir-les, fent complir les butlles papals i el decret de Ferran VI d'Espanya de 2 de juliol de 1751 que prohibien la maçoneria —per exemple, la lògia fundada a Barcelona en 1748 per un militar que s'havia iniciat a Niça va ser denunciada a la Inquisició solament dos anys després i desmantellada; es va reorganitzar en 1776, però de nou la Inquisició va acabar amb ella i va detenir a tots els seus dirigents.
Un any després de la promulgació de la Reial Cèdula de Ferran VI de 1751 que prohibia la maçoneria, el pare franciscà José Torrubia va publicar Centinela contra francmasones, una recopilació de textos antimaçons estrangers. El maçó va quedar així anatemitzat i associat amb termes com "heretge", "jueu", "ateïsta", "jansenista", "maniqueu", etc. L'ús freqüent d'aquests vocables per referir-se als maçons és el que explica que fins a 1843 no aparegués el terme francmaçoneria en el Diccionario de la lengua española, que la definia de forma bastant imprecisa: "associació clandestina, en què s'usen diversos símbols presos de l'obra de paleta, com a esquadres, nivells, etc.".
En la segona meitat del segle neix la Gran Lògia fundada en 1760 pel comte d'Aranda que a partir de 1780 va passar a denominar-se Gran Orient d'Espanya i que dependrà ideològicament dels grups maçònics francesos. En 1800, sota la direcció del successor d'Aranda, el comte de Montijo, el Gran Orient integrava unes 400 lògies.

### Regnat de Ferran VII (1808-1833)
Amb la invasió de les tropes napoleòniques de 1808 es funden lògies que en realitat són un instrument de la política de Napoleó -a Barcelona n'hi va haver sis, una d'elles portava el significatiu títol de "Los Amigos Fieles de Napoleón", i estaven integrades en la seva majoria per militars francesos-, però aquest tipus de maçoneria bonapartista va desaparèixer quan les tropes franceses van abandonar el país en 1813.
Igual que en l'Espanya "afrancesada" de la Monarquia de Josep Bonaparte, en l'Espanya "patriota" (la que no reconeixia les abdicacions de Baiona i que per tant seguia considerant com el seu rei legítim Ferran VII) també van proliferar les lògies maçòniques, així com els periòdics antimaçònics, com El Sol de Cádiz (1812-1813) en el qual es deia que "s'han vessat arreu d'Espanya una casta d'homes perniciosos, que no desitgen una altra cosa que la subversió de l'Estat i anihilament de la Religió". Un altre mite que apareix llavors és el de "nocturnitat" amb la qual actuen els maçons. En un text publicat en 1812 es llança el següent advertiment: "Malaguenys, fugiu d'aquests llops que de nit fan les seves preses". Així doncs, "es manté immutable... el discurs desqualificador i apocalíptic de l'antimaçonisme divuitenc".

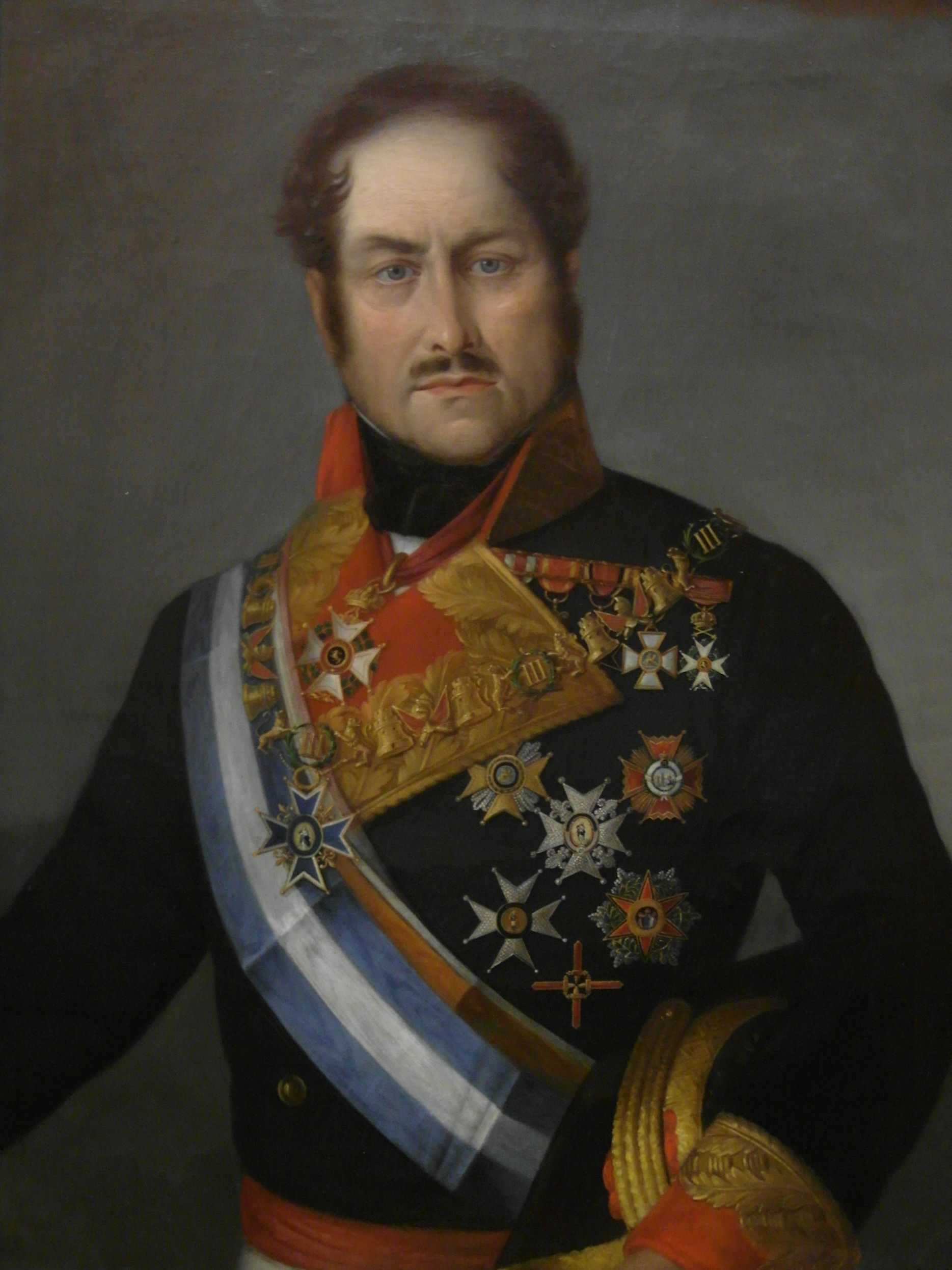
Retrat de Juan van Halen i Sarti. Obra anònima de 1853. Museo Naval de madrid.

El moment àlgid de la persecució de la maçoneria per la Inquisició espanyola es va produir després de la restauració en 1814 de la Monarquia absoluta per Ferran VII. El nou inquisidor general, el bisbe Mier y Campillo, una de les obsessions del qual era la maçoneria, la va condemnar en dos edictes publicats a principis de 1815, seguint les directrius de la Santa Seu. Mier va acusar als maçons de conspirar "no solament contra els trons, sinó molt més contra la religió" i va encoratjar la població al fet que els delatés, garantint-los el secret. Es van produir moltes denúncies, algunes falses, i també autoinculpacions, que van portar al tancament de lògies i a la confiscació dels seus béns. Es va expulsar d'Espanya als maçons estrangers, i als espanyols se'ls va obligar a realitzar exercicis espirituals. No obstant això, va haver-hi maçons que no van rebre un tracte tan benèvol, com li va succeir al militar liberal Juan van Halen i Sarti qui en 1817 va ser torturat durant dos dies després de ser detingut per la Inquisició. El propi van Halen va narrar la seva experiència deu anys després i Pío Baroja es va ocupar del seu cas a Juan van Halen, el oficial aventurero.
"Les llistes de maçons sospitosos elaborades llavors (bona part d'elles van ser guardades pel rei...) van ser un instrument útil en mans del poder per desembarassar-se de persones políticament incòmodes, encara que en realitat no pertanyessin a la maçoneria (la recerca, almenys, no ha pogut confirmar la condició maçònica de molts dels inclosos en aquestes relacions)", afirmen Emilio La Parra i María Ángeles Casado.
La maçoneria reapareix en el Trienni Liberal, en el qual desenvolupa un paper polític, i serà reprimida de nou durant la dècada ominosa -en 1824 Ferran VII va promulgar una reial cèdula prohibint "en els dominis d'Espanya i Índies, totes les Congregacions de Francmaçons, Comuners i altres Sectes Secretes"-.
Una mostra de fins a quins extrems arriba l'obssessió antimaçònica és el capítol "Nociones acerca de la Francmasonería" d'un opuscle publicat en 1828, en què es deia el següent:
| « | La Congregación de los Franc-masones és un orde militar, compost, segons càlcul aproximat, d'un milió d'homes, que en cas de necessitat poden cridar i ser auxiliats per dos altres milions de nous germans i amics. […] Tots els individus de l'esmentada Congregació estan armats d'un martell. | » |

### Regnat d'Isabel II (1833-1868)
En 1834 la regent Maria Cristina de Borbó decreta una amnistia per als francmaçons però mantenint-ne la prohibició. Poc després es funda a Lisboa el Gran Orient Nacional d'Espanya i en 1839 el Sobirà Capítol Departamental de Barcelona depenent del Gran Orient.
Durant aquest període els maçons romanen en la clandestinitat, la qual cosa no impedeix que a partir del bienni progressista (1854-1856) la maçoneria cobri nou impuls, especialment a Cuba, on algunes lògies maçòniques participaran en el moviment independentista, com ja havia succeït en les colònies americanes que es van emancipar d'Espanya entre 1810 i 1825.

### Sexenni Democràtic (1868-1874)

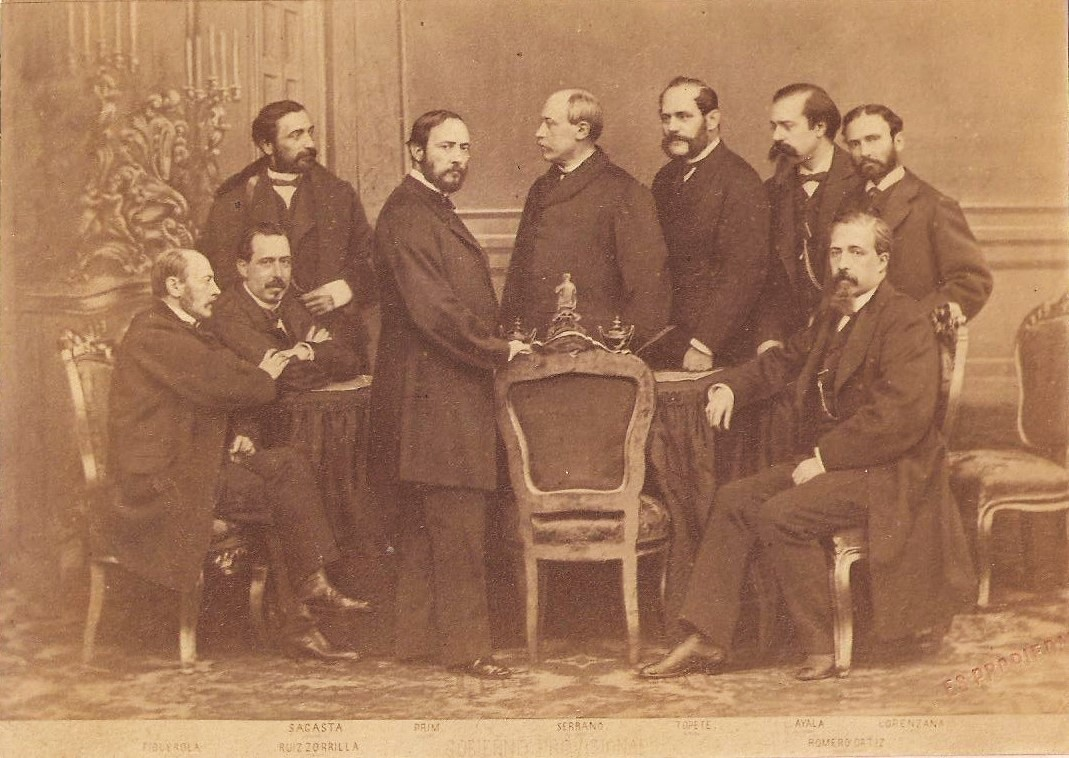
Governo provisional de 1869 D'esquerra a dreta: Laureà Figuerola, Manuel Ruiz Zorrilla, Práxedes Mateo Sagasta, Joan Prim i Prats, Francisco Serrano Domínguez, Juan Bautista Topete, Adelardo López de Ayala, Juan Álvarez Lorenzana i Antonio Romero Ortiz (foto de J. Laurent). En negreta, els ministres que eren maçons.

L'expansió de la maçoneria es produeix durant el Sexenni Democràtic. Aprofitant la llibertat proclamada per la Revolució Gloriosa de 1868, les lògies van proliferar encara que també van sorgir conflictes entre les dues obediències, el Gran Orient Nacional d'Espanya i el Gran Orient d'Espanya. Aquesta última era més democràtica i comptava com a Gran Mestre amb Manuel Ruiz Zorrilla un dels polítics més destacats del Sexenni i que va ser president del govern en 1872-1873 durant el regnat d'Amadeu I. En 1876 el va substituir Práxedes Mateo Sagasta, un altre polític prominent de l'època i un dels pilars, juntament amb Cánovas del Castillo, de la Restauració borbònica; aquest mateix any de 1876 el senador marquès de Seoane passava a dirigir la més conservadora Gran Orient Nacional d'Espanya el senador  marqués de Seoane pasaba a dirigir la más conservadora Gran Oriente Nacional de España.
Durant aquest període els maçons van poder donar-se a conèixer i expressar públicament les seves opinions. L'1 de maig de 1871 va començar a publicar-se el Boletín Oficial del Gran Oriente de España i a l'any següent veia la llum el Diccionario Masónico de bolsillo, de Pertusa. En aquesta última obra es deia que la francmaçoneria era
| « | una associació d'homes lliures i de bons costums, que té per objectiu únic i exclusiu el millorament social de la humanitat. | » |

Segons Pere Sánchez, "aquesta va ser una maçoneria amb una molt poc dissimulada vocació política en la qual no pocs personatges utilitzaven la seva estructura i influència per escalar al poder i al prestigi, al que —just és dir-ho— no en feia cap fàstic la institució sempre que el polític en qüestió afavorís els seus interessos. No és exagerat afirmar que a alguns d'ells se'ls concediren els 33 graus en tres dies i que molts altres, que ostentaven càrrecs importants, difícilment sabien res de la maçoneria i no assistien als treballs maçònics. D'ideologia progressista i composició burgesa, era llavors el prototip de maçoneria llatina, de característiques bastant diferents de l'anglosaxona, com l'anticlericalisme militant o el suport a determinades revolucions polítiques. Aquesta maçoneria, pròpia de l'Europa llatina, es va convertir al positivisme científic i al sufragi universal en la segona meitat del segle xix i alguna d'aquestes obediències fins i tot va eliminar dels seus estatuts l'obligatorietat de reconèixer l'existència del Gran Arquitecte de l'Univers (Déu)".
Però durant el sexenni també van proliferar les obres antimaçòniques. Algunes expressaven el seu desconcert davant el fet que "una associació de caràcter civilitzador, benèfic i moral" hagués de "estar vetllada pel del misteri", i que "per fer el bé li calgui embolicar-se en les tenebres, per la qual cosa concloïa:
| « | La maçoneria s'oculta sistemàticament als ulls de tots, i l'associació que així obra no pot representar el bé i la veritat | » |

### Restauració borbònica (1875-1902)

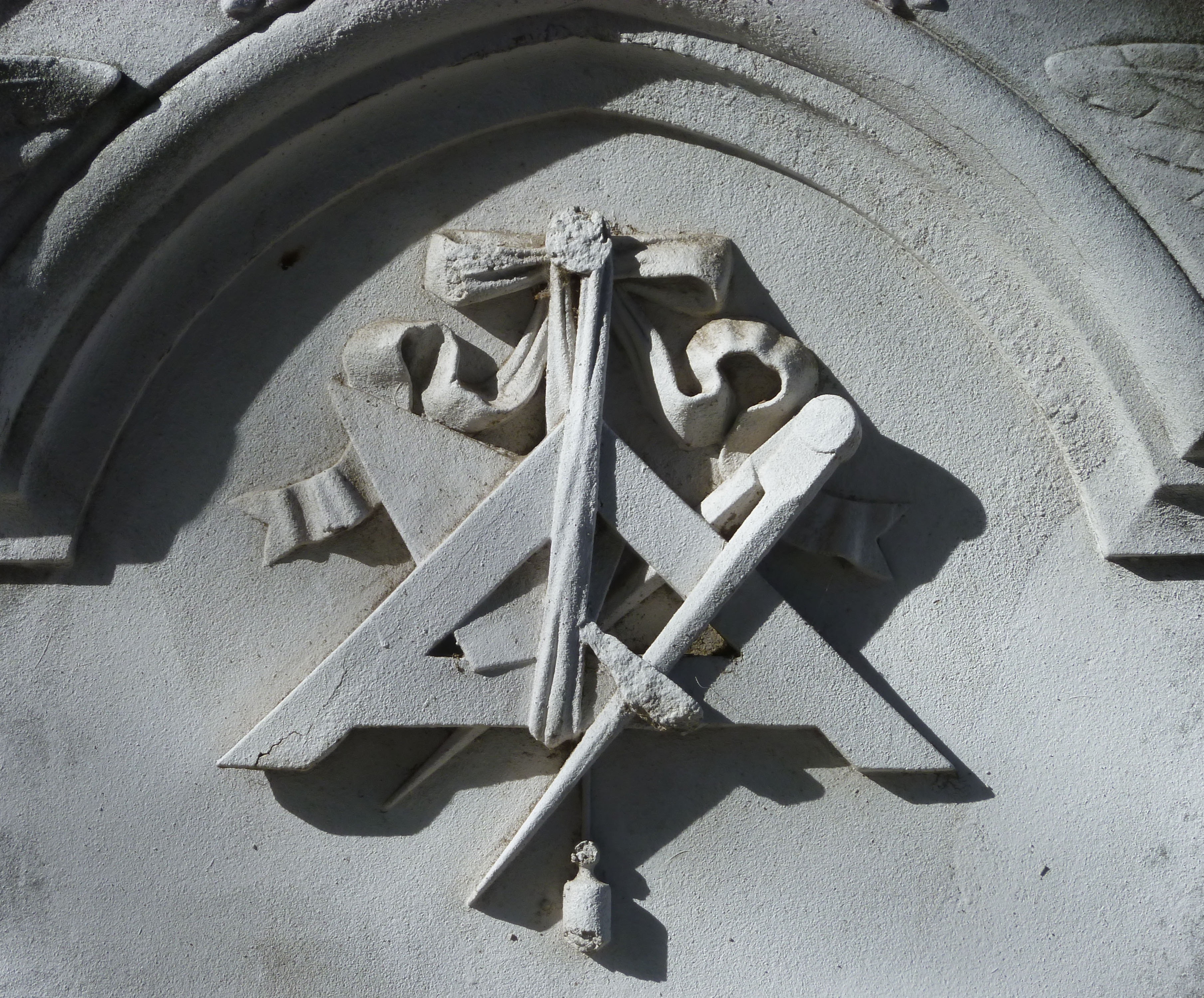
Detall del sepulcre de la família Figueroa (1878) al Cementiri de l'Almudena de Madrid

L'"època daurada" de la maçoneria espanyola iniciada en el Sexenni es va perllongar durant la Restauració. Per exemple, en 1890 hi havia a Barcelona més de quaranta lògies en actiu, es publicaven diverses revistes maçòniques i funcionava un mont de pietat que auxiliava als familiars dels maçons difunts, els socorria en cas de malaltia i els prestava assistència mèdica. En 1889 neix el Gran Orient Espanyol, fruit de la unió del Gran Orient d'Espanya i del Gran Orient Nacional d'Espanya, sota la presidència de Miguel Morayta, encara que a Catalunya va haver de compartir l'hegemonia amb la Gran Lògia Simbòlica Regional Catalano-Balear, de tendència nacionalista catalana, creada tres anys abans i que va ser la primera obediència peninsular que no va obligar els seus membres a reconèixer l'existència del Gran Arquitecte de l'Univers.
Durant aquests anys també creix l'antimaçoneria, estimulada per l'Església Catòlica —en 1884 Lleó XIII publica l'encíclica Humanus Genus en la qual torna a condemnar extensament la maçoneria— que la considera un dels seus principals enemics. Segons Pere Sánchez, "els motius per atacar-la amb tanta virulència eren de diferent tipus. A un cert nivell, la maçoneria desautoritzava espiritualment el catolicisme i tenia la pretensió de ser la religió de «recanvi», sense dogmes, que substituiria a la catòlica. Per acabar-ho d'adobar, s'havia situat en el bàndol enemic. Demanava concordats, ensenyament laic, cementiris civils, abolició dels Ordes regulars i dels jesuïtes, llibertats polítiques, etc. La maçoneria va fer de l'anticlericalisme un dels eixos bàsics de la seva intervenció en la política i en la societat...". Un exemple d'aquesta campanya antimaçònica és una obra publicada en 1899 per l'integrista valencià Manuel Polo y Peyrolón en la qual deia el següent sobre la maçoneria:
| « | La Maçoneria és un monstre que conspira en les cavernes d'Adoniran per cometre tota classe de felonies i crims; és el Deus ex machina de tots els assassinats, enverinaments, regicidis, persecucions contra l'Altar, el Tron i la Pàtria, guerres, crisis polítiques, calúmnies, venjances, sacrilegis, misteris d'iniquitat, culte lluciferà i palàdic, i, en suma de com més horriblement misteriós, diabòlic, criminal i nefand ha ocorregut i ocorre al món. | » |

La paradoxa de l'atac de l'Església catòlica i dels catòlics integristes a la maçoneria va ser que aquesta es va veure reforçada en la seva idea que "al món... es disputen el triomf dues grans forces... D'un costat tenim el jesuitisme, representació genuïna de les tiranies passades, presents i futures. De l'altre costat, la Francmaçoneria, bressol indiscutible de les llibertats i de la caritat humana", segons un text publicat en el Butlletí del Gran Orient Espanyol en 1907.
Aquest clima de creixent antimaçonisme explica que quan van esclatar les insurreccions cubana i filipina en 1896 la maçoneria fos acusada de col·laborar amb els independentistes i que la policia clausurés les seus a Madrid del Gran Orient Espanyol i del Gran Orient Nacional d'Espanya, confiscant-ne tota la documentació i detenint alguns dirigents. Aquesta pressió policial, a més de les raons endògenes, explica la crisi que va viure la maçoneria en el canvi de segle, després de la qual no va tornar a recuperar l'"època daurada" de l'últim terç del segle xix (per exemple, en 1920 el nombre de lògies de Barcelona no sobrepassava la dotzena).

### Regnat constitucional d'Alfons XIII i Dictadura de Primo de Rivera (1902-1930)

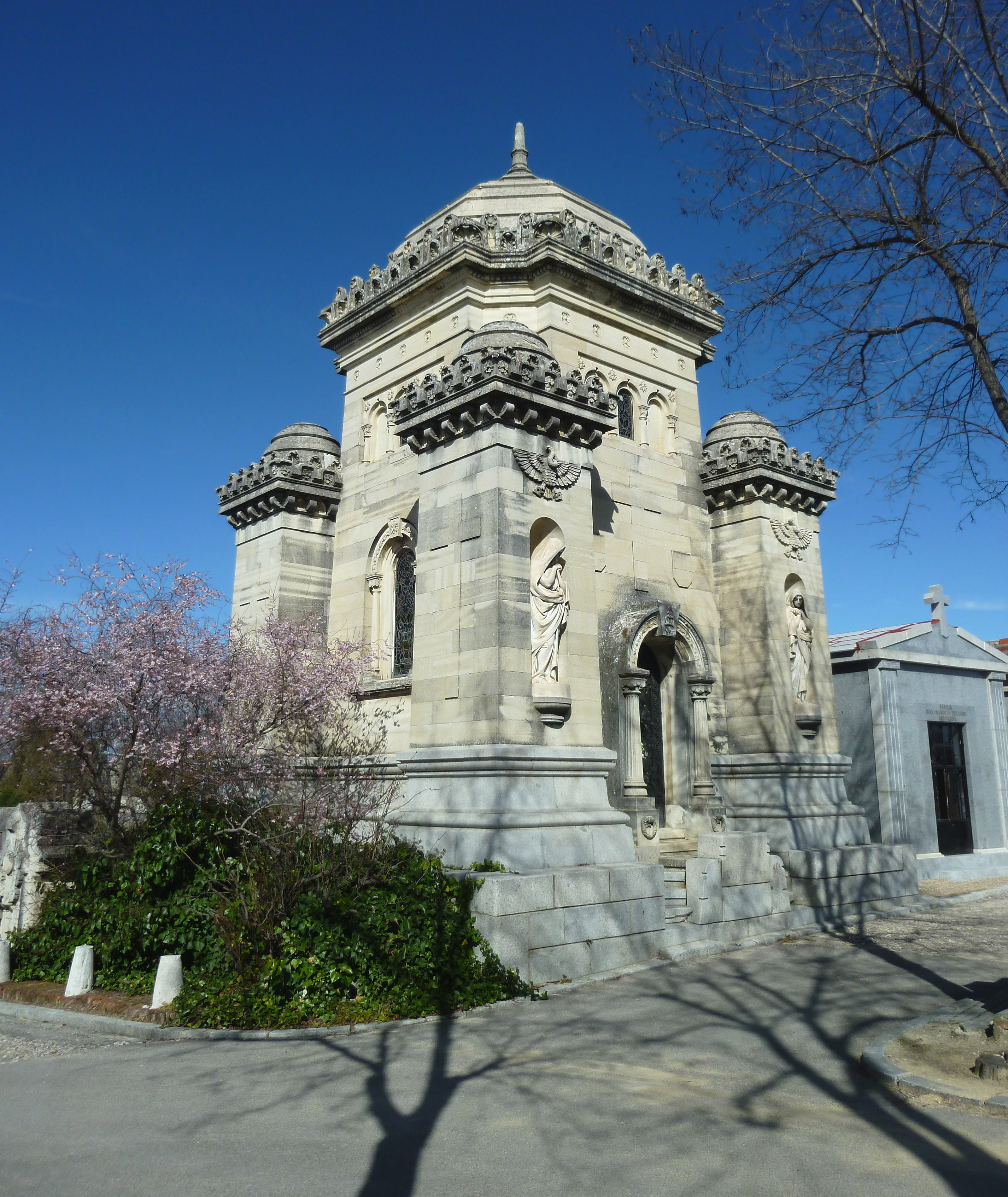
Mausoleu maçònic dels vescomtes de Llanteno a Madrid (construït en 1910).

La maçoneria no va ser aliena en absolut als conflictes polítics que es van viure a Espanya en les primeres dècades del segle xx. Tal vegada el que més repercussions va tenir en la seva organització va ser el de la "qüestió regional" en la qual s'enfrontaven dues concepcions de l'Estat espanyol: una centralista i una altra federalista. Així el Gran Orient Espanyol defensava un model centralitzat amb seu a Madrid mentre que la Gran Lògia Simbòlica Regional Catalano-Balear era partidària del federalisme, la qual cosa la va portar a operar a tot Espanya a partir de 1921 sota el nou nom de Gran Lògia Espanyola, amenaçant així l'hegemonia que fins llavors tenia el Gran Orient Espanyol. El model que volia seguir la Gran Lògia Espanyola era el de la maçoneria dels Estats Units pel que es va proposar crear una Gran Lògia independent a cada regió o nacionalitat ibèrica (que incloïa Portugal). La resposta del Gran Orient Espanyol va ser dotar-se dos anys després, a proposta de les lògies catalanes, d'una estructura similar. La seva organització a Catalunya, per exemple, va passar a anomenar-se Gran Lògia del Nord-est d'Espanya.
D'altra banda en aquest primer terç del segle xx, les lògies van deixar de ser un lloc exclusiu de les "classes mitjanes" en anar-se incorporant la classe obrera, encara que va ser minoritària. Els pioners van ser alguns anarquistes catalans que des de finals del XIX s'havien integrat en les societats maçòniques, com alguns dirigents de la FTRE, entre els quals va destacar Anselmo Lorenzo, que des de 1883 va mantenir una intensa activitat en la lògia barcelonina Hijos del Trabajo i després va arribar a ser Mestre Venerable i Orador de la lògia Lealtad. Tanmateix, després del triomf de la Revolució d'Octubre de 1917 a Rússia, la III Internacional creada pels dirigents bolxevics va prohibir en 1921 la pertinença a la maçoneria als membres dels partits que s'hi integressin, en considerar-la una institució "burgesa". Aquest mateix any les lògies catalanes Lealtat (a la qual es va incorporar a l'any següent Lluís Companys) i Fénix, integrades en el Gran Orient Espanyol, van editar un fullet (signat per Manuel Portela Valladares) condemnant a la III Internacional.
La política repressiva de la Dictadura de Primo de Rivera respecte de la maçoneria ha estat qualificada com a arbitrària i incoherent, perquè, per exemple, "mentre a Madrid se celebrava la VI Assemblea Nacional Simbòlica (maig de 1927), moltes lògies catalanes eren clausurades i alguns dels seus membres empresonats". Durant aquest temps el Gran Orient Espanyol va seguir sent hegemònic, perquè comptava amb més de cent lògies, encara que la Gran Lògia Espanyola sobrepassava les cinquanta.

### Segona República Espanyola (1931-1936)
La proclamació de la Segona República Espanyola va obrir una nova etapa en la història de la maçoneria espanyola. La propaganda franquista posterior va voler desqualificar a la Segona República Espanyola argumentant que era obra de la maçoneria. És cert que en les Corts Constituents de 1931 va haver-hi una important presència de diputats que eren membres d'alguna lògia maçònica encara que no eren majoria: exactament, segons José Antonio Ferrer Benimeli, 183 d'un total de 458. Es trobaven principalment en els grups parlamentaris republicans d'esquerra (a Esquerra Republicana de Catalunya, 10 diputats de 26 eren maçons; a Acció Republicana, 19 de 28; al Partit Republicà Radical Socialista, 34 de 54; en els federals de diverses tendències, 48 de 89) i en el grup del Partit Socialista Obrer Espanyol (amb 44 de 119). En el Govern Provisional de la Segona República Espanyola sis dels onze ministres eren maçons. No obstant això, d'aquestes dades, segons Pere Sánchez, "no es pot treure la conclusió que [els maçons] formaven un bloc uniforme d'intencions i pràctica política". La maçoneria espanyola no pot ser considerada, doncs, "com un grup de pressió al que estaven supeditats els comportaments individuals i les directrius de certs partits. És evident que va existir una marcada vocació política, però mai va ser de partit, sinó de tendència i de principis generals, que estaven emmarcats dins dels ideals democràtics i de justícia social, que de cap manera són ni han estat privatius de la maçoneria".

### Guerra Civil i Dictadura Franquista (1936-1975)

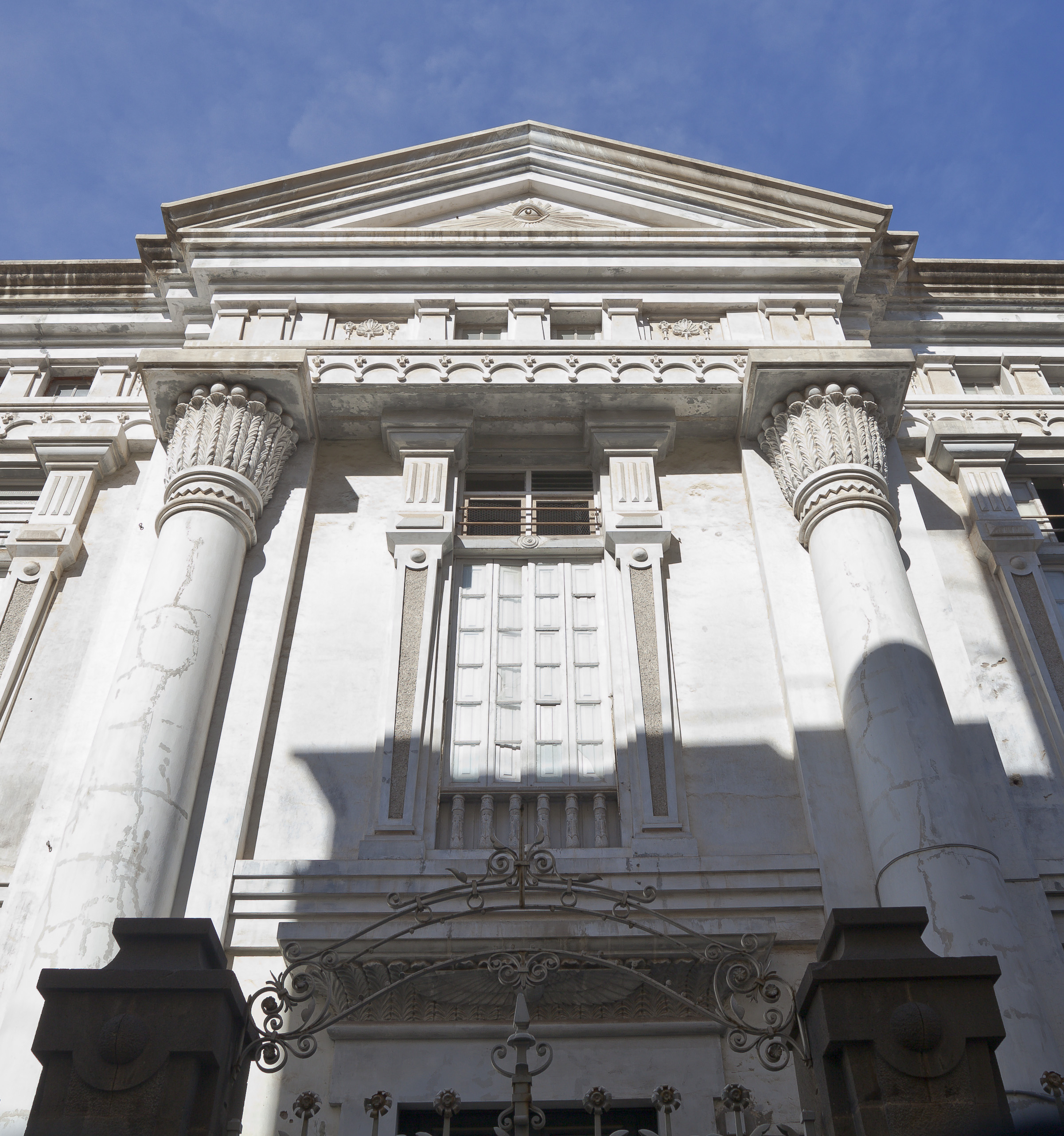
Temple Maçònic de Santa Cruz de Tenerife, un dels pocs temples maçònics que van sobreviure a la Dictadura Franquista a Espanya.

Durant la guerra civil espanyola els maçons van ser perseguits en la zona nacional, i quan va acabar la guerra havien estat desmantellades totes les lògies. En 1940 el Generalísimo Franco va promulgar la Llei per a la Repressió de la Maçoneria i el Comunisme que va ser l'instrument legal per prosseguir amb la repressió. En virtut d'aquesta llei es va crear el Tribunal Especial per a la Repressió de la Maçoneria i del Comunisme, que va actuar fins a 1963, any en què va ser substituït pel Tribunal d'Ordre Públic.
Durant la repressió immediatament posterior a la Guerra Civil de 1936-1939, s'estima que uns 10,000 espanyols van ser afusellats pel mer fet de ser francmaçons.
La maçoneria espanyola durant la dictadura franquista només va existir en l'exili. El gran mestre del Gran Orient Espanyol era Antonio de Villar Massó qui al costat d'altres maçons espanyols exiliats com Joan Bertran Deu havien estat acollits pel Gran Orient de França. En una entrevista publicada a "espais europeus" Villar Massó declarava:
| « | Un 22 de març de 1972, a París, jo vaig néixer per a la vida maçònica en una Lògia del Gran Orient Espanyol en l'exili. Es deia Unión Hispana nº 1. Estava formada per espanyols residents a la capital francesa, i acolliment a l'hospitalitat fraterna del Gran Orient de França, en un dels seus temples, a la seva seu del 16 de la Rue Cadet, se celebrava la impressionant cerimònia. Amb aquesta magna Obediència -com la Gran Lògia de Mèxic i les Obediències hispanoamericanes en general- tenen tots els francmaçons espanyols un deute d'honor que no hauria de ser oblidada. | » |

Molts centres i temples de la maçoneria van ser destruïts per tot el país. El 1936 en el primer decret contra la maçoneria dictat per Franco, el Temple Maçònic de Santa Cruz de Tenerife (el major centre maçònic d'Espanya fins a aquest moment) va ser tancat, profanat i requisat per la Falange espanyola. No obstant això a diferència del que va succeir a la resta del país aquest temple mai va ser destruït.

### Transició democràtica (1975-1982)
Després de l'aprovació de la Constitució espanyola de 1978, la Maçoneria va ser legalitzada a Espanya el 19 de maig de 1979 per una sentència de la Sala contenciosa administrativa de l'Audiència Nacional que va anul·lar una resolució de la Direcció general de Política Interior del 7 de febrer d'aquest mateix any que havia declarat il·legal a l'Associació Gran Orient Espanyol (Maçoneria Espanyola Simbòlica Regular). El motiu de l'anul·lació de la resolució va ser que «la Direcció general de Política Interior, en declarar il·legal la Maçoneria Espanyola Simbòlica Regular, es va excedir en la restringida habilitació legal que la Constitució confereix a l'autoritat governativa» «i menys per dur a terme un judici de les veritables i suposades ocultes intencions dels qui promouen la seva creació». L'Audiència Nacional va basar la seva sentència en el lliure dret d'associació, reconegut i emparat en la Constitució.

## La Maçoneria en l'actualitat
El panorama actual d'organitzacions maçòniques a Espanya és plural amb presència de diversos corrents de regularitat maçònica.
En aquest sentit podem trobar avui a Espanya, dins de les organitzacions existents, diferents tipus de Lògies: liberals, conservadores, tradicionals, laiques, deistes, esotèriques, d'àmbit regional, nacional o internacional, així com masculines, mixtes i femenines.
En 1979 va reprendre els seus treballs la Federación Española de la Orden Masónica Mixta Internacional Le Droit Humain-El Derecho Humano que continua els treballs interromputs en 1938 encara que, com altres institucions i organitzacions espanyoles després de la Guerra Civil, va mantenir la llum encesa en l'exili. Le Droit Humain és la primera i més antiga Orde maçònica mixta, en aquests moments s'estén per més de cinquanta països. En 1980 i 1981 es van fundar la Gran Lògia Simbòlica Espanyola i la Gran Lògia d'Espanya respectivament. La primera té tallers mixtes, masculins i femenins i forma part de l'espai CLIPSAS de la maçoneria. La segona està adscrita al marc de reconeixement de la Gran Lògia Unida d'Anglaterra i és la que major nombre de Lògies sosté en l'actualitat a Espanya. Temps després neix La Gran Lògia Federal d'Espanya, i aquesta juntament amb la Gran Lògia d'Espanya són els únics Grans Orients “regulars” espanyols.

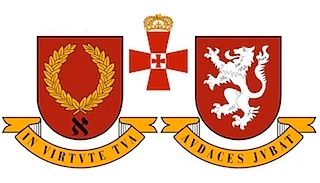
Segell de les Ia i IVa Províncies dels Cavallers Benefactors de la Ciutat Santa, corresponents a les antigues corones d'Aragó i Castella respectivament, avui Províncies d'Aragó i Lleó, del Gran Priorat d'Hispània.

Se sumen a aquestes el Gran Orient Femení d'Espanya i Gran Lògia Femenina d'Espanya, en el marc de la maçoneria femenina així com altres d'implantació regional com la Gran Lògia de Canàries, la Gran Lògia de Catalunya i el Gran Orient de Catalunya. En el 2003 neix el Gran Priorat d'Hispània, obediència la peculiaritat de la qual resideix que només hi admet cristians. Aquesta obediència maçònica practica en el Ritu Escocès Rectificat.
A Espanya estan també presents organitzacions maçòniques de caràcter internacional com el Gran Orient de França. També existeixen Lògies d'altres organitzacions maçòniques com la Gran Lògia de França o la Gran Lògia Tradicional i Simbòlica entre d'altres.
D'igual manera, l'any 2001, es crea el Gran Orient Ibèric, obediència liberal que, igual que la Gran Lògia Simbòlica d'Espanya, acull a tallers masculins, femenins i mixts i que treballa majoritàriament en el Ritu Francès tant en la península Ibèrica com a Mèxic i França. En 2010 compta amb tretze lògies, una d'elles a la ciutat de Mèxic i dues a París.
En 2007 va sorgir la Gran Lògia Ibèrica Unida, obediència que se situa dins de la regularitat tradicional i no adscrita al marc de "reconeixement" de la Gran Lògia Unida d'Anglaterra.
En 2011 la Gran Lògia d'Espanya (l'agrupació maçònica més important d'Espanya, ja que congrega a 1.800 dels 3.600 maçons que es calcula que hi viuen, la majoria d'ells espanyols, encara que també hi ha britànics i francesos) va publicar el primer Baròmetre Maçònic en el qual oferia una retrat de com són i què els preocupa als membres d'aquest col·lectiu. Segons el resum que va publicar el diari El País, "el resultat és que es tracta de persones creients (el 32% es declara cristià, sense assenyalar de forma específica cap de les seves confessions, i un altre 11,6% catòlic romà), amb fortes, encara que variades, conviccions polítiques (el 28% es declara liberal, el 16,3% socialdemòcrata, i el 15,6% conservador), i que consideren que el major problema que afronta Espanya en aquests moments és «la crisi de valors». Així, a part de cristians i catòlics, també n'hi ha, en molta menor mesura (per sota del 5% cadascuna) protestants, anglicans, jueus i budistes. Però, sens dubte, la gran categoria és la d'aquells que es declaren, simplement, "espirituals sense adscripció a cap religió" (35%). El treball explica que no hi ha maçons que es declarin ateus (enfront del 8,8% de la societat en general) citant la pròpia essència de la Francmaçoneria, que té el seu fonament essencial en la Fe en un Poder Suprem".